# Bundesstraße 91
Die Bundesstraße 91 (Abkürzung: B 91) verläuft von Halle (Saale) südwärts über Merseburg und Weißenfels nach Zeitz.

## Geschichte
Die Saale-Elster-Aue zwischen Halle (Saale) und Schkopau wurde in sächsischer Zeit nur von hochwasserbedrohten Wegen durchquert. Mit dem Wiener Kongress kam das Gebiet südlich von Halle im Jahr 1815 ebenfalls an Preußen, welches umgehend mit Chausseebauten zur Erschließung des Gebiets begann, da Merseburg zur Hauptstadt des preußischen Regierungsbezirkes Merseburg erhoben wurde und eine direkte Anbindung an die größte Stadt des Regierungsbezirkes (Halle) und damit auch an Berlin benötigte. In den Jahren von 1817 bis 1819 wurde die preußische Staatschaussee von Merseburg nach Weißenfels erbaut, im Dezember 1821 der Streckenabschnitt zwischen Halle und Merseburg eröffnet. Der Weiterbau über Zeitz nach Giebelroth folgte in den Jahren von 1828 bis 1831. Zur typischen Ausstattung solcher Staatschausseen gehörten Meilensteine, Chausseehäuser, Straßengräben oder auch Alleebäume.
Einige der preußischen Meilensteine haben sich bis heute erhalten und stehen als Zeugnisse der Verkehrsgeschichte unter Denkmalschutz, etwa der Ganzmeilenobelisk in Ammendorf, der Halbmeilenstein in Schkopau oder der Ganzmeilenobelisk in Merseburg im nördlichen Abschnitt, Meilensteine zwischen Merseburg und Weißenfels – darunter der Ganzmeilenobelisk in Weißenfels – sowie Meilensteine bei Nessa (Ganzmeilenobelisk, Halbmeilenstein) und Theißen im Abschnitt zwischen Weißenfels und Zeitz. Mit der Abschaffung der Meile zugunsten des Kilometers in den 1870er-Jahren setzte man entlang der Chaussee Kilometersteine. Die heutige Bundesstraße, die in der Weimarer Republik Fernverkehrsstraße, im Dritten Reich Reichsstraße und in der DDR erneut Fernverkehrsstraße war, endet heute in Zeitz.

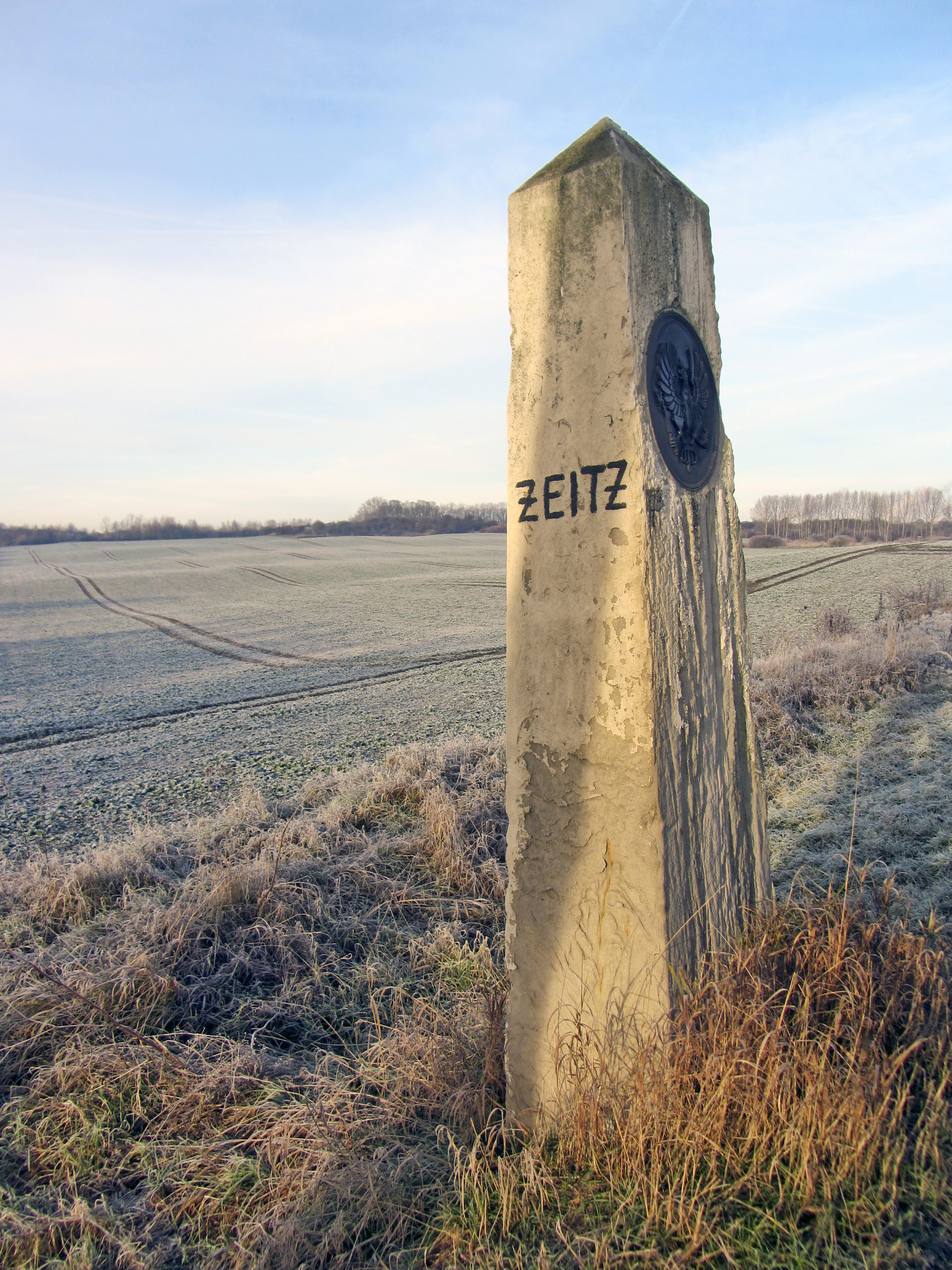
preußischer Ganzmeilenobelisk an der B 91 bei Theißen
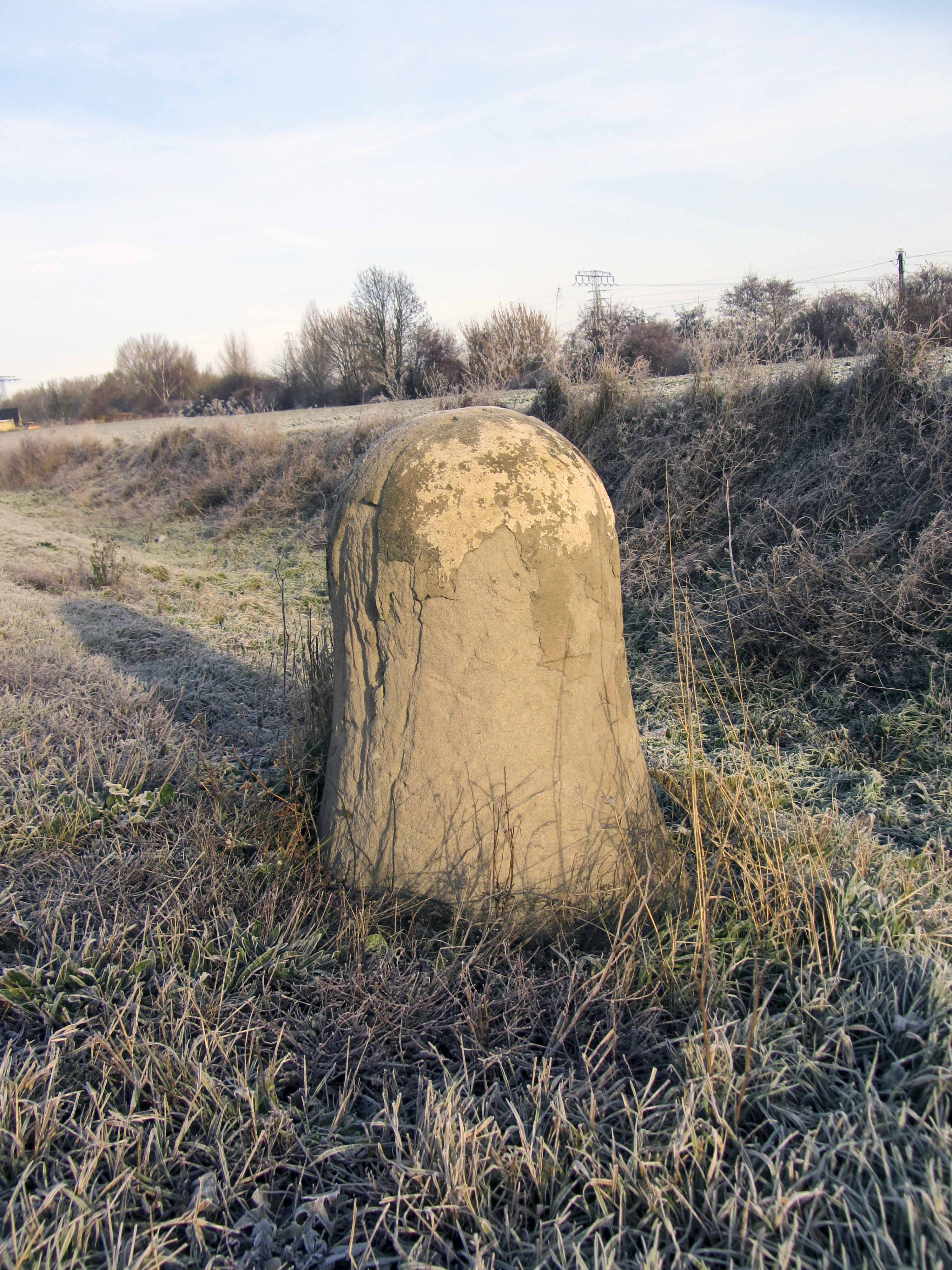
preußischer Halbmeilenstein an der B 91 bei Theißen
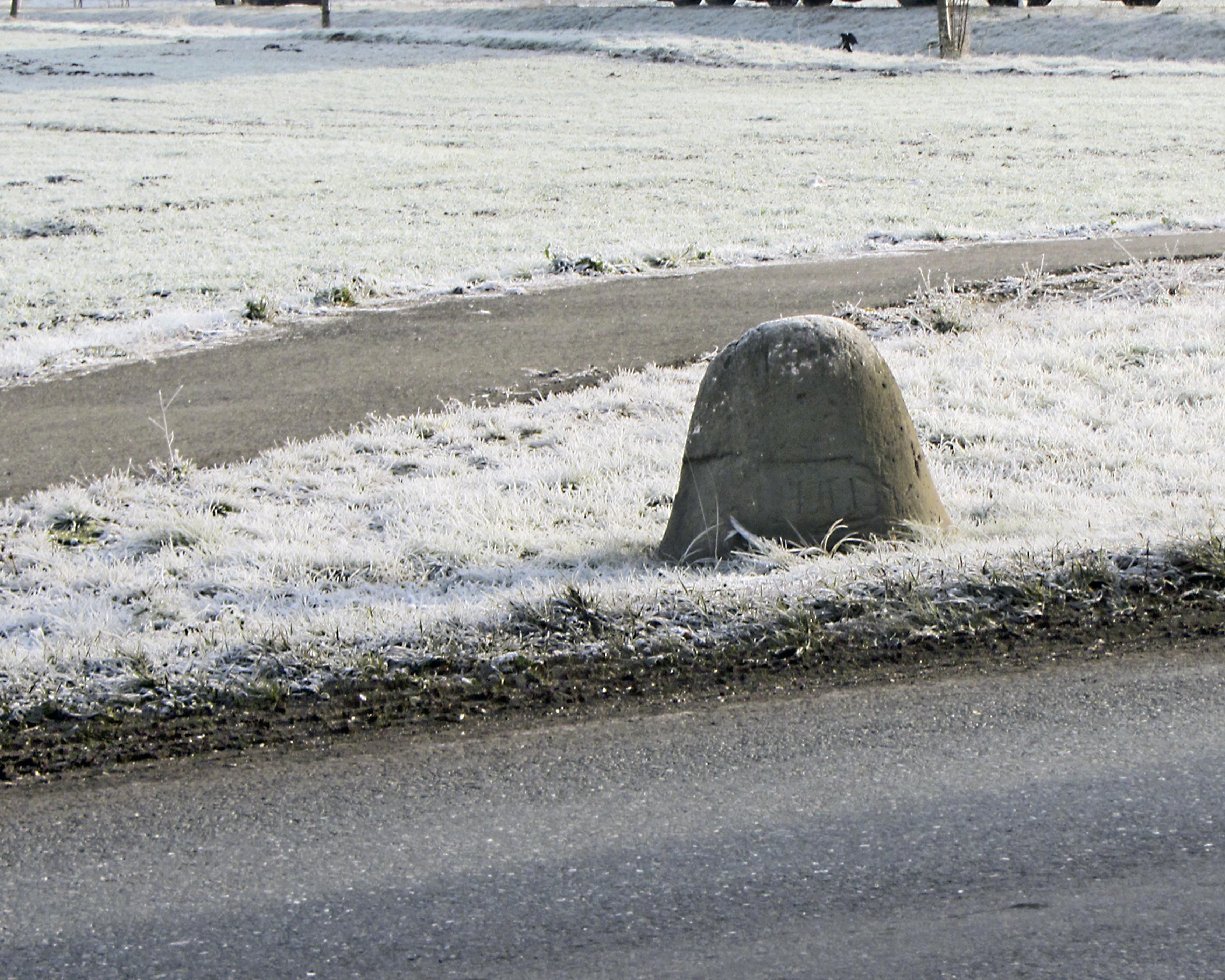
preußischer Viertelmeilenstein an der B 91 bei Theißen

## Verlauf
- Sachsen-Anhalt
  - Halle (Saale) (Kfz-Kennzeichen HAL)
  - Saalekreis (Kfz-Kennzeichen SK)
    - Merseburg (B 181)
    - Anschlussstelle Leuna (40) der A 38

  - Burgenlandkreis (Kfz-Kennzeichen BLK)
    - Weißenfels (B 87, B 176)
    - Zeitz (B 2, B 180)

Zwischen ihrem Beginn am Riebeckplatz in Halle und der Bahnunterführung an der Merseburger Geiseltalstraße ist die B 91 vierstreifig ausgebaut mit zulässigen Höchstgeschwindigkeiten zwischen 50 und 100 km/h. Die zwei Äste der ICE-Neubaustrecke Halle/Leipzig-Erfurt-Nürnberg überqueren die Straße in der Saale-Elster-Aue bei Planena in der Nähe der Straßenbahnhaltestelle Kollenbeyer Weg auf Brücken. Die alte Streckenführung durch Schkopau und Merseburg wurde in den 1970er Jahren zugunsten der neuen Trasse an den Buna-Werken entlang aufgegeben. Ähnlich wurde 1997 die Ortsdurchfahrt Weißenfels durch eine Umgehungsstraße ersetzt.
Zwei weitere kurze vierstreifige Teilstücke befinden sich am Abzweig Leuna-Werk, wo die Kreisstraße 2174 kreuzt, sowie auf Höhe des Ortsteils Bäumchen, wo sich eine Anschlussstelle zur A 38 befindet. Seit 1997 führt eine vierstreifige Umgehung um Weißenfels bis zur Anschlussstelle Weißenfels zur A 9. Östlich von Theißen verläuft sie über die Ortsumgehung Theißen und mündet anschließend in die B 2 (Ortsumgehung Zeitz).
Auffällig ist der weitgehend gerade Verlauf der ursprünglichen Trasse über weite Strecken. Die Streckenführung ist stellenweise erkennbar auf die Kirchtürme ausgerichtet, so vom Riebeckplatz zur Kirche in Ammendorf und von Weißenfels nach Merseburg auf die Sixti-Kirche. Die alte Trasse durch Schkopau und Merseburg und die Abschnitte zwischen Weißenfels und Deuben sowie zwischen Deuben und Theißen verlaufen ebenfalls schnurgerade ohne Zugeständnisse an die Topographie.